# Vladímir Volchkov
| Estadísticas de Vladímir Volchkov | Estadísticas de Vladímir Volchkov |
| --------------------------------- | --------------------------------- |
| Origen:                           | Minsk, Bielorrusia                |
| Fecha de nacimiento:              | 7 de abril de 1978 (46 años)      |
| Altura:                           | 1.80 m                            |
| Peso:                             | 75 kg                             |
| Juego:                            | Diestro                           |
| Profesional desde:                | 1995                              |
| Retiro:                           | -                                 |
| Mejor Ranking ATP en Singles:     | 25.º                              |
| Mejor Ranking ATP en Dobles:      | 71.º                              |

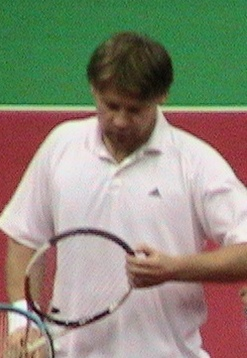

Vladímir Nikoláyevich Volchkov (en bielorruso (grafía cirílica): Уладзімер Мікалаевіч Ваўчкоў; (grafía latina) Uładzimier Mikałajevič Vaŭčkoŭ, en ruso: Владимир Николаевич Волчков) es un jugador profesional de tenis nacido el 7 de abril de 1978 en Minsk, Bielorrusia.

## Títulos (1)

### Individuales (0)
| Leyenda                |
| Grand Slam (0)         |
| Tennis Masters Cup (0) |
| ATP Masters Series (0) |
| ATP Tour (0)           |

### Finalista en individuales (1)
- 2002: Tashkent (pierde ante Yevgueni Káfelnikov)

### Dobles (1)
| Leyenda                |
| Grand Slam (0)         |
| Tennis Masters Cup (0) |
| ATP Masters Series (0) |
| ATP Tour (1)           |

| N.º | Fecha                 | Torneo   | Superficie | Pareja         | Oponentes en la final          | Resultado   |
| --- | --------------------- | -------- | ---------- | -------------- | ------------------------------ | ----------- |
| 1.  | 10 de febrero de 2003 | San José | Dura       | Lee Hyung-taik | Paul Goldstein Robert Kendrick | 7-5 4-6 6-3 |